# Alaria (ciudad)
Alaria (en griego, Ἀλλαρία) es el nombre de una antigua ciudad griega de Creta.
Es mencionada por Polibio como el lugar de procedencia de un militar llamado Cnopias que fue uno de los encargados de la organización de unas tropas de mercenarios en Alejandría por orden de Sosibio y Agatocles, ministros de Ptolomeo IV, a fines del siglo III a. C.
Es mencionada también en la lista de las ciudades cretenses que firmaron una alianza con Eumenes II de Pérgamo en el año 183 a. C.
Se conservan monedas acuñadas por Alaria fechadas desde aproximadamente los años 330-280/70 a. C. donde figura la inscripción «ΑΛΛΑΡΙΩΤΑ(Ν)».
Se desconoce su localización exacta aunque se cree que estuvo ubicada cerca de Eleuterna.